# Te busqué (canción de Mecano)
«Te busqué», tema acompañante del sencillo "Hijo de la Luna" del álbum Entre el cielo y el suelo. Escrito y producido por Ignacio Cano. Es una canción en ritmo de medio-tiempo con una melodía sumamente pegajosa y agradable...
Es uno de esos pocos temas musicales escritos por Nacho de corte místico-religioso, tales como "Ángel", "Hermano Sol, hermana Luna", "J.C.", canciones que de una u otra manera tocan de cerca el ámbito de lo espiritual; aunque en este caso en particular de "Te busqué", la letra, a primera vista no es tan evidente como en otras... y tal vez haga falta una o varias relecturas del texto para caer en cuenta de qué va la canción.
La estructura de la canción es tipo canción pop-estándar, es decir, comienza con una introducción de teclados y guitarra a los que se agregan la batería acústica, una breve irrupción de la batería a la que le siguen un par de estrofas de versos a cargo de Ana Torroja; después un estribillo (con doble capa de voces: voz principal (Ana) y voces de acompañamiento (Ana también), breve puente musical para luego retomar otra vez la estructura: dos estrofas de versos, el estribillo de nuevo y el puente musical. En la coda de la canción hay un agregado de silbidos electrónicos tarareando la melodía principal de canción y finalmente el sonio se va desvaneciendo en un efecto de fundido o fade-out
La canción en sí nos narra sobre la eterna búsqueda de Dios por parte del protagonista de la canción. Búsqueda que lo lleva a incursionar en diversos ámbitos y prácticas de la vida cotidiana, a veces unas mejores que otras y en otras ocasiones, peores. Al final, este personaje toma conciencia de sí mismo y es entonces cuando reconoce que lo que tanto ha estado buscando por mucho tiempo desde siempre estuvo dentro de él (ese Cristo Interno del que ha hablando Nacho Cano en algunas entrevistas radiales que se le han hecho a Mecano). En el 2007 fue versionada por la cantante mexicana Susana Zabaleta para el álbum Te busqué.